# Логвин Лариса Миколаївна
Лариса Миколаївна Логвин (17. 06. 1961, м. Камєнка Пензенська область, Російська Федерація) — живописець. Член Національної спілки художників України (2010)

## Біографія
Логвин Лариса Миколаївна народилась 17 червня 1961 року в місті Каменка Пензенської області. Лариса Миколаївна закінчила Пензенське художнє училище (1980), художньо-графічний факультет Чуваського педагогічного ініверситету (Чебоксари, Російська Федерація, (1989). Наставники — викладачі Д. Данилов, Р. Федоров. Від 1988 року викладач Шосткинської школи мистецтв (Сумська область). Від 2010 року Логвин Л. М. — член Національної спілки художників України (2010)

## Творчість
Лариса Миколаївна виросла в середовищі прихильників мистецтва, тому ще з дитинства проявився її талант художниці. Першими вчителями та наставниками були відомі художники: рідні — тітка Світлана Михайлівна та дядько Геннадій Дмитрович Дубцови. Їхня творчість вплинула на сприйняття молодою художницею навколишньої дійсності. Її полотна відзначені експресивністю, що проявляється більшою мірою через колір і виражаються фаховістю втілення, новизною думки. Вона демонструє можливості зображувальної мови: від реалістичної описовості («Натюрморт з іконою»), декоративності кольору («Бурячина», «Пейзаж з помаранчевим деревом») до імпресіоністичних вирішень («Свіжий букет», «Яблуневий день»). Л. М. Логвин використовує короткий мазок та залишає інколи незафарбоване полотно, чим досягає ефекту, який зустрічається в мозаїці («Сонячні квіти. Троянди»). У творчості Лариси Миколаївни значне місце посідає пейзаж. Її краєвиди та фігуративні композиції — це особливий світ — казковий у кольорі, проте живий і реалістичний за настроєм. За допомогою впевненого, динамічного, вібруючого мазка переконливо передає і атмосферу спекотного дня, і свіже морозне повітря («Зимовий пейзаж»). Авторка пише квітучі фруктові дерева («Яблуня», «Абрикос квітує»), осінній зів'ялий сад («Пейзаж»). Натюрморт дає художниці можливість використовувати різну манеру письма — замашний, широкий мазок («Натюрморт», «Орхідеї»). Художниця пише величезні букети бузку, чарівні троянди в кошиках і вазах, улюблені орхідеї. Створюючи свої натюрморти, доповнює їх різноманітними предметами, такими як: серветки, мушлі, скульптури драконів, носорогів, бегемотів та інші («Букет із кажаном», «Натюрморт із драконом»). У творчості Лариси Миколаївни прослідковується звернення до сакральної тематики (диптих «Вірую…», «Таємна вечеря», «Свят-вечір» та ін.). Її роботи пластично наповнені, зважені та продумані («Паріння», диптих «Денний настрій», ін.). Свої враження від закордонних подорожей художниця реалізує в численних картинах («Дубровник», «Синай. Монастир святої Катерини»)
Мисткиня — учасниця обласних, всеукраїнських мистецьких виставок від 1996 року. Персональні виставки відбулись у Сумах (2010 р.), в Шостці (2011—2012 рр.). Окремі роботи зберігаються у Шосткинському краєзнавчому музеї, Сумській муніципальній галереї, Центрі сучасного мистецтва і культури (м. Маріуполь Донецької області)

## Мистецькі твори
2007 р. — «Квітування»
2008 р. «Орхідеї»
2008 р. — «Півник»
2009 р. — «Півняча нарада»
2009 р. — «Зимовий пейзаж»
2009 р.- «Ніс»
2009 р. — «Травнева ніч»
2010 р. — «Часник»
2011 р. — «На старт»
2011 р. — «Місячна гра»
2012 р — «Таємна вечеря»